# Özdemir Erdoğan
Özdemir Erdoğan (Isztambul, 1940. június 17. –) török zenész, énekes és dalszerző.

## Pályafutása
Apai ágról cserkesz és török, anyai ágról örmény származású. Családjában több zenész is volt: édesanyja zongorán, nagybátyja zongorán és hegedűn játszott. Kezdetben művészeti tanulmányokat folytatott, majd 1960-ban tett érettségit. Ezt követően katonai szolgálatát teljesítette. Zenei pályafutása az 1960-as évek második felében kezdődött.

## Diszkográfia

### Albumok
- Sivrisinek Saz ve Caz Orkestrası (LP, 1973)
- Canım Senle Olmak İstiyor (LP, 1977)
- İşte Forum İşte Yorum (LP, 1978)
- Ölü Gözüyle İzlenimler (LP, 1978)
- The Color Of My Country In Jazz (LP, 1980)
- From Turkey With Love = Türkiye'Den Sevgilerle (LP, 1980)
- Gençler İçin Türk Müziği: Dance With Turkish Music (LP, 1980)
- Bahar Şarkıları (LP)
- Bahar Şarkıları (kazetta, 1983)
- Türk Halk Müziği Yorumları (CD, 2000)
- Besteler - Güfteler 1974 - 1984 (CD, 2001)
- Yorumcu (kazetta)

### Kislemezek és EP-ek
- Benim Gibi Sevemezsin / Neye Yarar (1968)
- Nasıl Bekledim / Çocukluk Günleri (1968)
- Duyduk Duymadık Demeyin / Uzaklaşma Benden Öyle (1969)
- Ayrılık Şarkısı - Ömrümün Baharında (1969)
- Unutamam O Günleri / Seni Seni Seni (1969)
- Aşk / Sevmekten Korkuyorum Seni (1969)
- Birtanem - Dediğim Çıktı Sonunda (1971)
- Gurbet / Elele (1972)
- Bütün Meyhanelerini Dolaştım İstanbul'un / Ayşelere Gel (1972)
- Yarın Belki Geç Olur / Bedava (1973)
- Karaoğlan Almanya'da / Uzun İnce Bir Yoldayım (1973)
- Haydi Bastir - Uzun Ince Bir Yoldayim (csak hangszeres) (1973)
- Aç Kapıyı Gir İçeri / İki Gönül Bir Olsun (1974)
- Kumsalda / Isyanimi Bir Sen Anla (1975)
- Keman Öğretmeni / Herkes Kendine Benzer (1976)
- Müzik Hastalarına Hap (1977)
- Bir Matadorun Hikayesi / Kim Bilir

## Fordítás
- Ez a szócikk részben vagy egészben  az   Özdemir Erdoğan című török Wikipédia-szócikk fordításán alapul.  Az eredeti cikk szerkesztőit annak laptörténete sorolja fel. Ez a jelzés csupán a megfogalmazás eredetét és a szerzői jogokat jelzi, nem szolgál a cikkben szereplő információk forrásmegjelöléseként.